# Claude Mulot
Claude Mulot, bekannt unter dem Pseudonym Frédéric Lansac (* 21. August 1942 in Paris; † 13. Oktober 1986 in Saint-Tropez), war ein französischer Filmemacher und Drehbuchautor.

## Leben
Mulot begann in den späten 1960er Jahren mit dem Schreiben und der Regie in französischer Erotik.
Er gab sein Berufsdebüt als Praktikant bei Production: Franco London Films (Paris).
Später assistierte er dem Regisseur Claude Boissol bei der Fernsehserie Die Globetrotter (1966) und Claude Barma bei Die Männer von Saint Malo (1966).
Claude Mulot (Pseudonym: Frédéric Lansac) wechselte zum Kinofilm. 1970 führte er Regie bei dem Horrorfilm Die geschändete Rose mit Anny Duperey, Elizabeth Teissier und dem aus Jess-Franco-Filmen bekannten Howard Vernon. 1973 drehte Mulot den Abenteuerfilm Profession: Aventuriers mit Curd Jürgens.
Claude Mulot trug mit Filmen wie Le Sexe qui parle und La Femme objet zum goldenen Zeitalter des französischen Erotikkinos bei.
1986 wagte er sich mit Le couteau sous la gorge in die nicht-indizierte Filmwirtschaft. Dies war sein letztes Werk als Regisseur, da er im Oktober 1986 im Alter von 44 Jahren ertrank und auf dem Cimetière de Passy beigesetzt wurde.

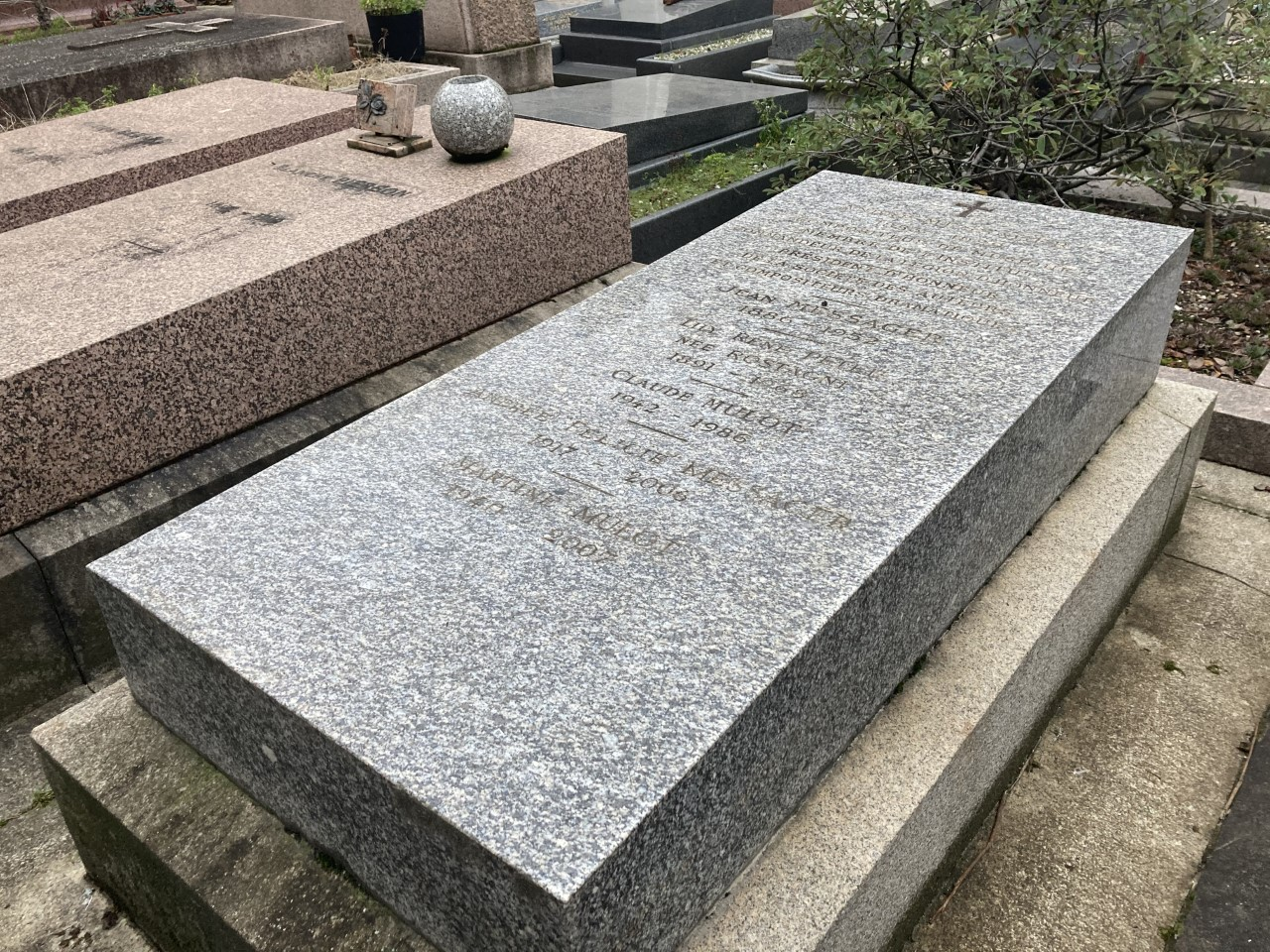
Grab von Claude Mulot.

## Filmografie (Auswahl)
- 1970: Die geschändete Rose
- 1971: Ohne Skrupel
- 1973: Profession: Aventuriers
- 1974: Die Jugend weiß eben alles
- 1975: Le Sexe qui parle
- 1976: Shocking (Regie als Frédéric Lansac und Drehbuch als Claude Mulot)[3]
- 1980: Die Unmoralische
- 1983: Black Venus
- 1986: Le couteau sous la gorge